# Chemung (Nowy Jork)
Chemung – miasto w Stanach Zjednoczonych, w stanie Nowy Jork, w hrabstwie Chemung.